# Збірна Гондурасу з футболу
Збірна Гондурасу з футболу — національна команда Гондурасу, що представляє країну на міжнародних змаганнях з футболу. Керується Федерацією футболу Гондурасу.
Станом на 3 квітня 2025 посідає 75-e місце у рейтингу футбольних збірних світу.

## Чемпіонати світу
- 1982 — груповий етап
- 2010 — груповий етап
- 2014 — груповий етап

## Золотий кубок КОНКАКАФ
- 1963 — 4-е місце
- 1967 — бронза
- 1971 — 4-е місце
- 1973 — 6-е місце
- 1981 — Чемпіон
- 1985 — срібло
- 1991 — срібло
- 1993 — груповий етап
- 1996 — груповий етап
- 1998 — груповий етап
- 2000 — чвертьфінал
- 2003 — груповий етап
- 2005 — бронза
- 2007 — чвертьфінал
- 2009 — бронза
- 2011 — півфінал
- 2013 — півфінал
- 2015 — груповий етап
- 2017 — чвертьфінал
- 2019 — груповий етап
- 2021 — чвертьфінал
- 2023 — груповий етап
- 2025 — півфінал